# Шишківська (пам'ятка природи)
Шишківська — ботанічна пам'ятка природи місцевого значення. Об'єкт розташований на території Шевченківської селищної громади Куп'янського району Харківської області, село Шишківка.
Площа — 15 га, статус отриманий у 2008 році.
Охороняється ділянка лучних, справжніх та чагарникових сиепів у балці зі струмком, що впадає в річку Великий Бурлук з ендемічними та реліктовими видами рослин на крейдяних схилах. 
Тут зростає ковила найкрасивіша, що занесена до Чнрвоної книги України та утворює угруповання Зеленої книги України. Також трапляються регіонально рідкісні види рослин: вишня степова та кермечник татарський.